# باك يونغ إيل
باك يونغ إيل (بالكورية: 박용일)‏ (1966 – سبتمبر 2022) سياسي كوري شمالي شغل منصب رئيس اللجنة المركزية للحزب الاشتراكي الديمقراطي الكوري اعتبارًا من 28 أغسطس 2019،[بحاجة لمصدر] وشغل منصب نائب رئيس مجلس الشعب الأعلى لكوريا الشمالية. ولد باك يونغ إيل في كوريا الشمالية عام 1966. درس في جامعة كيم إل سونغ.
أصبح باك يونغ إيل عضوًا في لجنة السلام والوحدة، ثم أصبح فيما بعد نائبًا لرئيس لجنة السلام والوحدة في مارس 2018. وأصبح عضوًا في اللجنة المركزية للصليب الأحمر الكوري في أغسطس 2006. وشارك في مفاوضات الصليب الأحمر الكوري الممثلة لكوريا الشمالية.
في 28 أغسطس 2019 خلف كيم يونغ داي في منصب رئيس اللجنة المركزية للحزب الاشتراكي الديمقراطي الكوري ونائب رئيس مجلس الشعب الأعلى الذي يزعمه كيم جونغ أون.